# Shawn Ryan

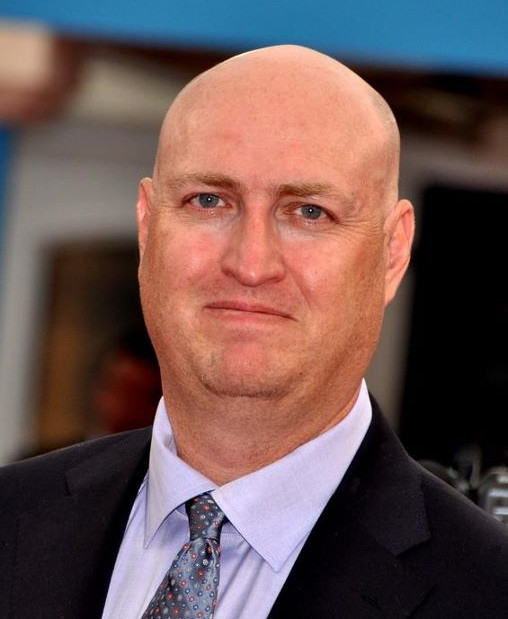
Shawn Ryan

Shawn Ryan (Rockford, 11 de outubro de 1966) é um roteirista e produtor americano.
Seu maior trabalho é como criador da premiada série de televisão policial The Shield estrelada por Michael Chiklis, além da série da CBS The Unit.

## Vida pessoal
Formou-se no Middlebury College e é casado com a atriz Cathy Cahlin Ryan, que também estrelou The Shield. Eles têm dois filhos.

## Carreira
Shawn Ryan iniciou sua carreira na televisão com um staff writer do show Nash Bridges e foi produtor de Angel.
Também foi produtor executivo de Confessions of a Contractor, um piloto de 2009 da CBS baseado em um livro de Richard Murphy de mesmo nome.
Ele é atualmente o show runner do programa Lie to Me, da Fox e ajuda a criar a nova série Terriers, do mesmo canal.